# Gudrunstillingen
Gudrunstilling eller Gudrunstellung var en spærrestilling bygget af tyskerne under 2.verdenskrig.
Gudrunstellung gik fra Kolding, langs Kolding å, Åkær å, nord om Lunderskov, Lille å, Gesten å, Kongeåen til Ribe ved vestkysten. Gudrundstillingen var ca. 73 km lang (58 km færdig d. 31/12-1945).
Spærrestillingen skulle forhindre at allierede tropper trængte ned gennem Jylland i tilfælde af en allieret landgang der.
Gudrunstilling var stort set færdig ved krigens afslutning i maj 1945.

## Historie

### Under krigen
I august 1944 besluttede værnemagtens overkommande i Berlin, at der skulle anlægges tre spærrestillinger tværs over Syd- og Sønderjylland. Med de tyske erfaringer fra den allierede invasion i Frankrig i juni 1944 (D-dag), frygtede man at de allierede senere ville lave en invasion i Danmark.
Overkommanden frygtede at fæstningsværkerne og de svage tyske hærstyrker i Danmark ikke kunne afvise en landsat styrke. En vellykket invasion kunne afsnøre de tyske tropper i Nordjylland og de allierede styrker ville kunne få let og hurtig adgang til de centrale dele af Tyskland.
Derfor blev der i 1944 bygget 3 spærrestillinger (Brynhildstillingen, Gudrunstilling, Kriemhildstillingen) på tværs af Syd- og Sønderjylland. Gudrundstillingen blev påbegyndt d. 8 september 1944
Gudrun var den mellemste forsvarsstilling af de tre.
Spærrestillingernes navne er taget fra Wagners opera Niebelungens Ring.
Landskabet ved åerne var velegnet til forsvar, for der var god udsigt nord over og selve forsvarsanlægget kunne etableres i ådalens sydlige skrænt.
Mod slutningen af krigen vendte tyskerne faktisk forsvarsværket om, for at være klar til at forsvare mod mulige sydfra kommende angreb på Danmark og Norge. Således vendte tyskerne i april 1945 fronten mod syd og flyttede næsten alt udstyr fra Gudrun til den sydligere forsvarsstilling Kriemhild.

### Byggeriet
I løbet af efterår og vinter 1944 og forår 1945 blev arbejdet udført af krigsfanger, tyske arbejdere og soldater, medlemmer af det tyske mindretal og danske entreprenører. Nogle af de russiske krigsfanger, der arbejdede på pansergravene sov i barakker ved Sønderskov Mølle sydvest for Vejen.
På dette sene tidspunkt af krigen var der mangel på mandskab og materialer så i stedet for forsvarsanlæg i beton bygget professionelt blev det til simple jordanlæg.
Pansergraven blev lavet med håndkraft, hvor der blev skovlet jord fra mand til mand. Først i trappetrin op ad siderne og derefter jævnet ud i en afstand fra 1 til ca. 10 meter fra graven.
Pansergraven blev lavet med skovl og trillebør, og den lokale befolkning skulle bistå med kørsel af materialer. Der skulle også anvendes store mængder tømmer, som blev konfiskeret i de lokale skove.
Byggeriet af Gudrunstillingen blev organiseret under general Hermann von Hanneken i Silkeborg.

### Konstruktion
Pansergraven var ca. 4 m dyb, 2-3 m bred i bunden og 5-6 m bred for oven. Det giver nogle ret stejle sider, som gør det umuligt at få køretøjer over.
Gudrunstillignen bestod desuden af beton- og pigtrådsspærringer, skyttegrave, løbegange og stillinger til maskingeværer, mortérer og kanoner.
|                                | Planlagt | Færdig (31/12 - 1945) |
| ------------------------------ | -------- | --------------------- |
| Længde                         | 73       | 58                    |
| Kommandoposter                 | 94       | 94                    |
| Lette maskingeværstillinger    | 581      | 581                   |
| Tung maskingeværstillinger     | 218      | 218                   |
| Middeltung anti-panser-kanoner | 50       | 50                    |
| Tung anti-panser-kanoner       | 109      | 109                   |
| Artilleristillinger            | 42       | 15                    |
| Morterstillinger               | 117      | 117                   |
| Fra Jens Andersen (2007)       |          |                       |

### Efter krigen
Der blev lavet en lov nr. 327 af 7. juli 1945 om opfyldning af tankgrave m.v.
Det var heri besluttet at tankgrave i hele landet skulle fjernes ved statens foranstaltning, uden udgifter for grundejerne. Således betalte den danske stat for at få fjernet tyskernes forsvarsstillinger, efter 2. verdenskrig. Arbejdet skulle gives i entreprise til kommuner eller private entreprenører, og lodsejere kunne få anlæg på deres grund fjernet, som regel efter henvendelse til den stedlige amtsvejinspektør.
Pansergraven blev herefter stort set opfyldt og udjævnet, som de fleste andre pansergrave i Danmark.

## Nutid
Det er flere steder muligt at se spor efter Gudrunstillingen.
Bl.a. er der en rekonstruktion af pansergraven i Lintrup Præsteskov.